# Такахаси, Дин
Дин Такахаси (англ. Dean Takahashi) — американский журналист в сфере IT-индустрии и индустрии компьютерных игр, автор двух книг. Дин Такахаси публиковался во многих авторитетных печатных и онлайновых изданиях, включая Los Angeles Times, Wall Street Journal, ZDNet, VentureBeat и других. Сами игроки недолюбливают Дина Такахаси за его низкую квалификацию как геймера для игровых ревью. Подобная точка зрения устоялась после того, как он не смог преодолеть режим «Обучения» в игре Сuphead, несмотря на 23 летний опыт игрового журналиста. Позже журналист принес публичные извинения.

## Карьера
Дин Такахаси начал карьеру журналиста в конце 1980-х годов. Он работал и публиковался в таких изданиях, как Los Angeles Times, The Orange County Register, Dallas Times Herald и других.
- С 1994 по 1996 Дин работал в San Jose Mercury News[англ.] где занимал должность обозревателя полупроводниковой индустрии.[10]
- С 1996 по 2000 года Такахаси работал штатным автором в офисе Wall Street Journal в Сан-Франциско.[10]
- Параллельно, с февраля 1999 по май 2000 года, материалы Такахаси публикуются в электронном журнале ZDNet.[11]
- С 2000 по 2002 года Такахаси был старшим редактором журнала Red Herring[англ.].[10]
- В 2002 году он снова перешел работать в San Jose Mercury News[англ.] на должность обозревателя технологий, где он писал о новых гаджетах и технологических новинках Силиконовой долины.[10]

В начале 2008 года Такахаси переходит работать в блог VentureBeat на должность ведущего обозревателя области новых технологий и игровой индустрии, где продолжал работу по состоянию на апрель 2021 года. Здесь его материалы используются и перепечатываются другими изданиями, включая Business Insider, The New York Times и другими.

## Книги
Автор трех книг, которые напрямик или косвенно связанны с игровой индустрией.
В апреле 2002 года в издательстве Prima Lifestyles выходит первая книга за авторством Такахаси — «Opening the Xbox: Inside Microsoft’s Plan to Unleash an Entertainment Revolution», рассказывающая о процессе создания игровой консоли Xbox силами Microsoft. Книга была высоко оценена многими журналистами из различных авторитетных изданий. Положительные рецензии на книгу написали Джефф Кили из GameSlice, Алекс Пам (англ. Alex Pham) из Los Angeles Times, Том Руссо (англ. Tom Russo) из G4 Media, Дэвон Хмелевски (англ. Dawn C. Chmielewski) из San Jose Mercury News и другие рецензенты.
В начале мая 2006 года из издательства SpiderWorks Press вышла вторая книга авторства Такахаси — «The Xbox 360 Uncloaked: The Real Story Behind Microsoft’s Next-Generation Video Game Console», которая, как и первая, рассказывала историю проектирования и создания консоли Xbox 360. Как и первую книгу, данную также ожидал успех от обозревателей: положительные рецензии были опубликованы от Next Generation Magazine, TwitchGuru (подраздел Tom’s Hardware) и других, а Клифф Блезински, главный дизайнер Epic Games, заявил, что книга является примером захватывающей и вместе с тем беспристрастной журналистики.
В Мае 2010 года вышла книнга «Hot Jobs in Video Games: Cool Careers in Interactive Entertainment», где одним из авторов выступал Ден Такахаси.

## Авторитет и влияние
- 12 мая 2009 года Такахаси был ведущим спикером на конференции LOGIN Conference, которая проходила с 11 по 14 мая в Сиэтле.[21]
- Также в мае 2009 года Такахаси в своей статье на VentureBeat описал 12 трендов, которые, по его мнению, произойдут в игровой индустрии в ближайшем будущем. Данная статья получила отклик в игровой прессе.[22]
- В октябре 2009 года журналист Technorati Эрик Олсен в рамках State of the Blogosphere 2009 взял у Такахаси интервью, посвящённое полупроводниковой индустрии, информационной безопасности и играм.[23]
- В марте 2011 года американская радиопрограмма Marketplace[англ.] взяла интервью у Такахаси на тему «технологических пузырей».[24]
- 25 мая 2011 года Такахаси опубликовал в VentureBeat статью «How many ways can THQ’s Space Marine game rip off Gears of War?», в которой заявил, что игра «Warhammer 40,000: Space Marine» от THQ является низкокачественным плагиатом с серии игр «Gears of War».[25] Эта статья вызвала бурную и неоднозначную реакцию в игровой прессе.[26][27]